# Mihail Makarenko
Mihail Ianovici Makarenko (în rusă Михаи́л Я́нович Мака́ренко; n. 4 mai 1931, Galați, România – d. 15 martie 2007, New Jersey, SUA) a fost un colecționar de artă, restaurator, activist pentru drepturile omului și disident sovietic moldovean, cunoscut pentru activitatea sa în domeniul drepturilor omului și opoziția față de regimul comunist din Uniunea Sovietică. A fost persecutat, închis și în cele din urmă forțat să emigreze, stabilindu-se în Statele Unite, unde și-a continuat activismul.

## Origini și copilărie
Makarenko s-a născut în Galați, România, într-o familie evreiască, sub numele de Moșe Gherșkovici. La vârsta de 8 ani, pe fondul creșterii antisemitismului în România, a fugit singur în URSS, sperând că va găsi acolo o societate lipsită de antisemitism. După o serie de peripeții, s-a stabilit în RSS Moldovenească, a fost internat în mai multe orfelinate din Tighina și Tiraspol, perioadă în care a intrat în contact și cu antisemitismul din Uniunea Sovietică. A adoptat un nume fals – Mihail Goligorski – și a devenit în cele din urmă „fiu de regiment” în Armata Roșie, luptând pe frontul din Caucaz între 1941 și 1944.

## Perioada postbelică
După război, a urmat cursuri la Școala Suvorov din Moscova, pe care le-a abandonat, locuind o vreme în Donbas. A fost înrolat în armată în 1951 și a participat la campanii militare în Extremul Orient, China și Coreea. După demobilizare, s-a căsătorit cu Liudmila Makarenko și a adoptat numele acesteia. A avut trei copii și a lucrat ca restaurator de mobilă și icoane în Leningrad.

## Activitate artistică și disidență
În anii 1960 și 1970 a organizat expoziții de artă neoficială și a sprijinit artiști din Novosibirsk și Moscova, ceea ce i-a atras persecutarea din partea autorităților. A fost concediat și condamnat în mai multe rânduri pentru activitate antisovietică. A fost deținut în gulagul sovietic timp de 11 ani, ultima sa pedeapsă fiind de 8 ani. A devenit cunoscut pentru acțiunile sale de protest și pentru organizarea de campanii colective împotriva abuzurilor autorităților.

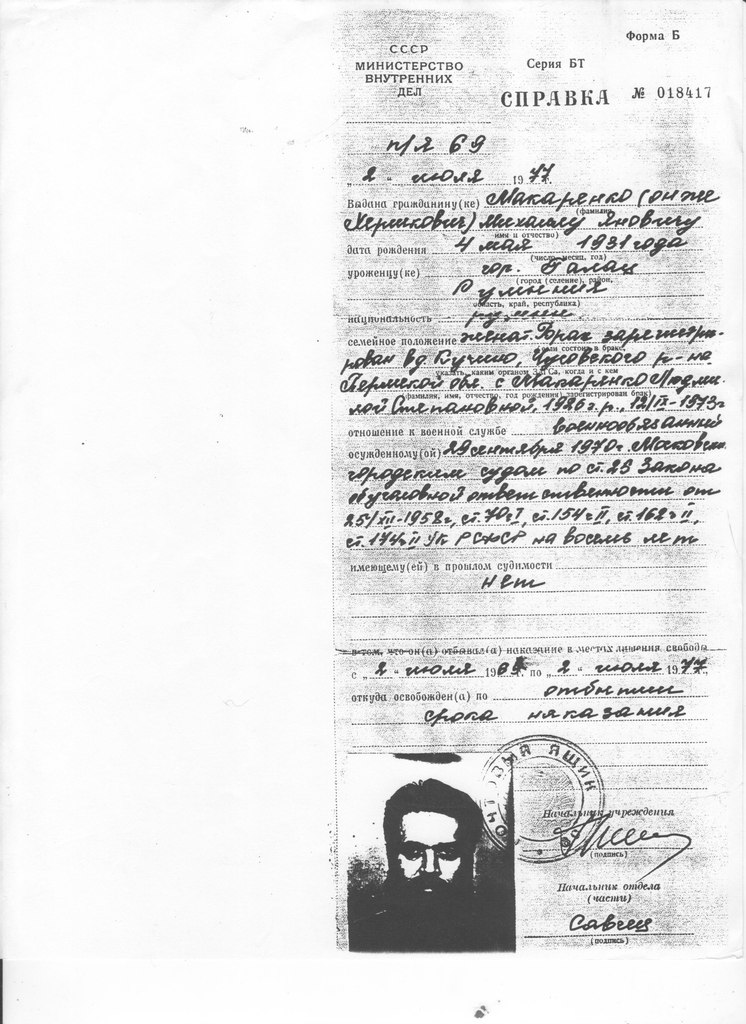
Certificatul de eliberare din închisoare al lui Makarenko

## Exilul și activitatea în SUA
În 1978 a fost expulzat din URSS, împreună cu fiica sa, Olga, și nepotul Mihail. După o scurtă perioadă petrecută în Germania de Vest, s-a stabilit în Statele Unite ale Americii, unde a activat ca voce a disidenței sovietice în diaspora. A colaborat cu presa occidentală și a depus mărturie în Congresul SUA despre condițiile din închisorile politice sovietice.
Întrebat despre victimele comunismului, Makarenko a răspuns: 
| “                  | Oricine a trăit în secolul XX a fost o victimă a comunismului. | ” |
| — Mihail Makarenko |                                                                |   |

## Moartea
Makarenko a fost ucis în 2007 în New Jersey, fiind bătut de un bărbat cu probleme psihice. A fost înmormântat în cimitirul Rock Creek din Washington, DC.

## Moștenire
Arhiva sa personală a fost achiziționată în 2014 de Hoover Institution și este disponibilă cercetătorilor prin platforma Online Archive of California.